# Anshan Iron and Steel Group

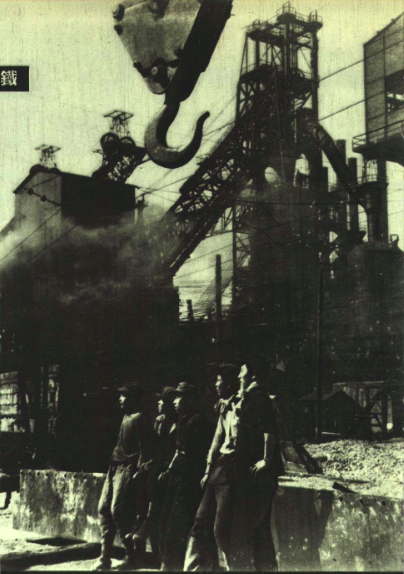
A Anshan Iron and Steel Group em 1957.(no início da trajetória da empresa)

A Anshan Iron and Steel Group Corporation (abreviado como Ansteel Group; também conhecida como Angang Group) é uma siderúrgica estatal chinesa. A corporação estava sob a supervisão da Comissão de Supervisão e Administração de Ativos Estatais do Conselho de Estado. Está sediada em Anshan, Liaoning. De acordo com a World Steel Association, a corporação ficou em 7º lugar em 2015 no ranking mundial por volume de produção. 

## História
O grupo era anteriormente Anshan Iron & Steel Works e Showa Steel Works, que foi estabelecido em 1916 sob domínio japonês no nordeste da China. A Anshan Iron and Steel Company foi fundada a partir dos dois lugares em 1948.  Depois que o Partido Comunista da China assumiu o Nordeste, a Anshan Iron and Steel Company ainda manteve o estabelecimento anterior e se tornou a maior e mais avançada empresa de produção de aço da República Popular da China por meio da reconstrução com ajuda soviética e como uma das 156 principais projetos.
A refinaria de aço foi modificada sob a ajuda da União Soviética no Primeiro Plano Quinquenal da China .
Em 1997, a subsidiária Angang Steel é constituída e lista alguns dos ativos do grupo nas bolsas de valores.
Em 2005, um plano para fundir a Anshan Iron and Steel e a Benxi Iron and Steel foi anunciado, mas nunca se concretizou.
Em 2010, a Panzhihua Iron and Steel foi incorporada à Anshan Iron & Steel Group Corporation.
Em agosto de 2021, a Ansteel e a Ben Gang Group Corporation iniciaram o processo de fusão e reestruturação que criou a terceira maior siderúrgica do mundo. A Ben Gang se tornou uma subsidiária da Ansteel.